# Князе-Волконское сельское поселение
Кня́зе-Волко́нское се́льское поселе́ние — муниципальное образование в Хабаровском районе Хабаровского края Российской Федерации. Образовано в 2004 году. 
Административный центр — село Князе-Волконское.

## Население
| 2010    | 2011    | 2012    | 2013    | 2014    | 2015    | 2016    |
| ------- | ------- | ------- | ------- | ------- | ------- | ------- |
| 9975    | ↗10 009 | ↗10 014 | ↗10 125 | ↗10 153 | ↗10 248 | ↗10 281 |
| 2017    | 2018    | 2019    | 2020    | 2021    | 2024    | 2025    |
| ↗10 385 | ↗10 603 | ↗10 703 | ↗10 783 | ↘7592   | ↘7509   | ↗7525   |

## Населённые пункты
В состав поселения входят 2 населённых пункта:
| № | Населённый пункт | Тип  | Население |
| - | ---------------- | ---- | --------- |
| 1 | Благодатное      | село | ↘834      |
| 2 | Князе-Волконское | село | ↘6758     |